# Bernardo Vieira de Melo
Bernardo Vieira de Melo (Muribeca, 1658 — Lisboa, 1714) foi um sertanista e administrador do Brasil colonial.

## Biografia
Nascido na freguesia de Muribeca, hoje município de Jaboatão dos Guararapes (Pernambuco) em 1658, era filho do Capitão de Ordenança, fidalgo cavalheiro da Casa Real, Bernardo Vieira de Melo e de Maria Camelo de Melo, e neto de António Vieira de Melo que desembarcou em Pernambuco, vindo de Portugal, em 1654, pouco depois da invasão holandesa.  Foi casado com dona Maria de Barros não tendo filhos e em segunda núpcias com Catarina Leitão, filha do capitão Gonçalo Leitão Arnoso, com quem teve quatro filhos. Era irmão mais velho do Capitão Antônio Vieira de Melo, conhecido sertanista. 
Bernardo Vieira de Melo foi militar desde 1675 e recebeu patente de capitão-mor de Igarassu em 17 de novembro de 1691. Nessa época, auxiliou o capitão Fernão Carrilho na guerra do Quilombo dos Palmares, onde teve atuação destacada, combatendo gueguês e jacurus.  Na Serra da Barriga - Palmares, socorrendo o sargento-mor da tropa alagoana Sebastião Dias Manelli, e agindo de acordo com Domingos Jorge Velho, provocou enorme matança de mais de quatrocentos negros prisioneiros. 
Por reconhecimento de sua atuação em Palmares foi nomeado Governador do Rio Grande do Norte em 8 de janeiro de 1695, tendo sido o grande responsável pela pacificação da região ao combater os índios Janduís no sertão do Rio Grande do Norte. De regresso a Pernambuco, em 25 de setembro de 1709 foi nomeado sargento-mor do Terço da Linha do Recife.
Tomou parte ativa na luta de classes entre a nobreza de Olinda e a burguesia do Recife, defendendo a aristocracia pernambucana da qual fazia parte. Aconteceu que em 10 de novembro de 1710, revoltados com as concessões dadas pelo reino de Portugal aos recifenses (Carta Régia que elevou o Recife à condição de vila e a autorização para instalação de um Pelourinho dada pelo governador de Pernambuco), os olindenses sublevaram-se, eclodindo a que ficou conhecida como Guerra dos Mascates. Após destituírem o governador, que fugiu para Salvador, Bernardo Vieira de Melo deu o primeiro grito de República do Brasil no Senado da Câmara de Olinda, onde exercia a função de vereador. Pregou o rompimento com Portugal e, se necessário fosse, aliança com os franceses. Derrotado o movimento republicano, Bernardo Vieira de Melo foi condenado por crime de lesa-majestade e inconfidente. Juntamente com outros parentes e companheiros, derrotados nessa Guerra dos Mascates, entregou-se em 1712 e foi recolhido inicialmente ao Forte de São João Batista do Brum, no Recife, e em seguida é embarcado para Lisboa juntamente com o alferes tenente André Vieira de Melo - seu filho primogênito, também prisioneiro.
Numa noite fria, a 10 de janeiro de 1714, acendeu em sua cela na Cadeia do Limoeiro (Lisboa) um fogareiro de carvão, tendo falecido vítima da intoxicação por gás carbônico.
Foi sepultado no Mosteiro do Carmo na capital do Reino. O alferes André morreu um ano depois, ainda prisioneiro, de ataque cardíaco, contando com 46 anos de idade.
Dá nome à principal avenida do bairro de Piedade, em Jaboatão dos Guararapes, Pernambuco. Deu nome, também, a uma das avenidas mais importantes e movimentadas de Natal, capital do Rio Grande do Norte (que a partir de 14 de abril de 2021 passou a se chamar Nevaldo Rocha, em homenagem ao empresário potiguar, conforme Lei Municipal Nº 7.137/2021). O hino do estado de Pernambuco traz orgulhosamente na letra, menção ao seu feito, ao afirmar que "a república é filha de Olinda".